# Дашнакцутюн
Вірменська революційна федерація Дашнакцутюн (вірм. Հայ Յեղափոխական Դաշնակցութիւն — «вірменська революційна співдружність») — одна з найстаріших вірменських політичних партій. Утворена 1890 року у Тбілісі.
Офіційна назва українською — Вірменська революційна федерація «Дашнакцутюн» (АРФ «Дашнакцутюн»).
У 1918–1920 роках «Дашнакцутюн» — урядова партія у Демократичній Республіці Вірменії. Унаслідок введення військ Червоної Армії на терени республіки у листопаді 1920 року урядові війська були розгромлені: Вірменію було окуповано, уряд розпущено, а керівництво політичної партії було змушено тікати.
Рішенням об'єднаного засідання Кримського обласного комітету РКП(б) та Кримревкому від 2 січня 1921 за допомогою Кримської ЧК були заарештовані та вислані з Криму всі члени вірменської партії Дашнакцютун.
В останні роки існування СРСР партія відновила роботу у Вірменії та самопроголошеній Нагірно-Карабаській Республіці і продовжує активну діяльність у всіх країнах, де існують вірменські спільноти, насамперед у Лівані.
«Дашнакцутюн» — найчисленніша політична організація вірменської діаспори, що істотно відрізняється від інших вірменських політичних організацій, які займаються в основному культурними, освітніми й гуманітарними проектами.
У 1907—1960 — член Соціалістичного Інтернаціоналу. З 1996 року знову бере участь у його роботі як спостерігач, у 1999 році отримала консультативний статус, а з 2002 — відновила повноправне членство у цій організації.

## Історія

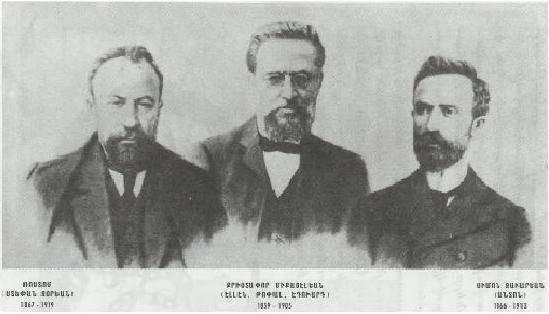
Ростом Зор'ян, Христофор Мікаелян та Симон Завар'ян

Партію було засновано влітку 1890 року у Тифлісі представниками кількох революційних гуртків — демократом Христофором Мікаеляном, народником Ростомом Зор'яном та анархістом Симоном Завар'яном, первинно під назвою «Співдружність вірменських революціонерів». Метою дашнаків було створення автономної, а в ідеалі — незалежної вірменської держави на території Західної (Турецької) Вірменії за допомогою збройної сили. Нова партія зайняла середнє положення між двома (більш поміркованими) національними силами — з одного боку, лібералами, що сподівались умовити європейські уряди натиснути на Османську імперію з тим щоб вона провела у Вірменії реформи, передбачені Берлінською мирною угодою 1878 року; з іншого — соціал-демократами, що намагались застосовувати у Вірменії догмати марксизму.
У 1892 році партія узяла нинішню назву, й тоді ж було опубліковано програму партії, в якій зокрема йшлося про таке:

## Мета
Метою Вірменської Революційної Співдружності є набуття у Турецькій Вірменії за допомогою повстань політичної та економічної свободи, керуючись принципом, що кожна людина є господарем власною працею зароблених продуктів, що рівна праця припускає рівне право користування життєвими благами.

## Засоби
ВРС для досягнення своєї мети за допомогою повстання організує революційні групи, які, ведучи постійну боротьбу проти уряду, одночасно борються проти тих загальних умов, від яких страждають не лише вірмени, але й ассирійці, єзиди, частина курдів та миролюбних турків. Цей напрямок має вкрай важливе значення: він здатний якщо не об'єднати ці групи для загальної боротьби, то принаймні нейтралізувати їхню опозицію відносно вірменів.
Основним організаційним принципом стала автономія місцевих комітетів. Декілька комітетів певного району обирали центральний комітет району. На чолі партії встали бюро: спочатку у Російській імперії та Ірані, потім ще у Європі, а після революції у Туреччині — також і в Туреччині. В Російській імперії з самого початку після створення партії утворились комітети у Карсі, Олександрополі (Гюмрі), Еривані (Єревані), Шуші, Тіфлісі, Єлизаветполі (Гянджі), Баку, Ростові-на-Дону.
Основною формою діяльності дашнаків передбачалась партизанська війна і організація самооборони вірменських громад у Турецькій Вірменії, куди надсилали загони федаїнів. Образ «середнього» дашнака того часу — це людина рішуча, зі схильністю до авантюризму.
З акцій, організованих партією, найбільшого резонансу набуло захоплення міжнародного «Оттоманського банку» у Стамбулі 1896 року. Цей акт, спрямований на те, щоб привернути увагу великих держав до вірменського питання, в реальності дав лише привід турецькому урду для організації першої масової різні вірменів.
Російську імперію, поряд з Іраном, дашнаки первинно розглядали як тилову базу; у внутрішні справи Російської імперії дашнаки не мали наміру втручатись. Однак репресії, які провів щодо них царський уряд, змінили їхнє ставлення, й у 1905 році дашнаки виступають проти чинного режиму у загальному блоці революційних партій (їх вважали «вірменськими есерами»). У лютому 1905 року з початком у Баку вірменсько-татарської різні дашнаки відкликали з Туреччини своїх найкращих федаїнів, за їхньої допомоги організували самооборону й убили бакинського губернатора Накашидзе, якого вважали натхненником різні. У 1906 році на з'їзді у Софії дашнаки прийняли остаточне рішення про участь у внутрішньополітичному житті Російської імперії. Того ж часу дашнакські федаїни на чолі з їхнім лідером Єпремом Давтяном, відіграли величезну роль у розвитку революції в Ірані. Російська інтервенція в Ірані ще більше загострила стосунки дашнаків із Санкт-Петербургом, оскільки дашнаки активно виступали проти інтервентів, спираючись на допомогу Туреччини. Натомість з турецьким урядом їхні стосунки після младотурецької революції 1908 року, що проголосила конституційні свободи та рівноправ'я націй, ззовні нормалізувались, і дашнаки деякий час виступали у блоці з младотурками.
Наприкінці 1911 — початку 1912 року у Петербурзі проходив масовий судовий процес над дашнаками. В числі захисників був і Олександр Керенський. Вирок, на тлі важкості висунутих звинувачень (терористична діяльність тощо), був відносно м'яким: 52 чоловіки були засуджені до ув'язнення, але лише четверих заслали на каторгу.
Того ж 1911 року дашнаки остаточно розчарувались у младотурках, що так і не надали вірменам жодних реальних прав. Одразу ж після початку Першої світової війни, у серпні 1914 року, в Ерзерумі відбулась нарада між представниками ЦК младотурків і членами Західного бюро дашнаків (Рубеном, Врамяном і Акнуні). Младотурки пропонували дашнакам організувати повстання у російському Закавказзі, обіцяючи після перемоги надати вірменам автономію; дашнаки відкинули цю пропозицію. З початком війни між Росією й Туреччиною вони встали на бік Російської імперії та сформували добровольчі дружини у царській армії. Ці дружини стали ядром вірменської армії, сформованої навесні 1918 року із розпадом Кавказького фронту. У травні 1918 року ці загони під Сардарапатом зупинили турецьку армію; у ті самі дні (28 травня) було проголошено Республіку Вірменія.
На виборах 1919 року дашнаки здобули 90 % голосів і правили у Республіці Вірменія аж до її падіння під ударами турецьких військ і Червоної Армії. Революційний комітет Вірменії, що вступив на територію республіки разом з військами Червоної Армії з Радянського Азербайджану 29 листопада 1920 року оголосив Вірменію радянською республікою. 2 грудня того ж року дашнакський уряд заявив про свій розпуск. 18 лютого 1921 року у Вірменії спалахнуло повстання під проводом дашнаків і на короткий час було відновлено дашнакський уряд на чолі з останнім прем'єром Республіки Вірменія Симоном Врацяном. Дашнаки зуміли завдати низки поразок Червоній Армії, однак 3 квітня остання знову зайняла Єреван.

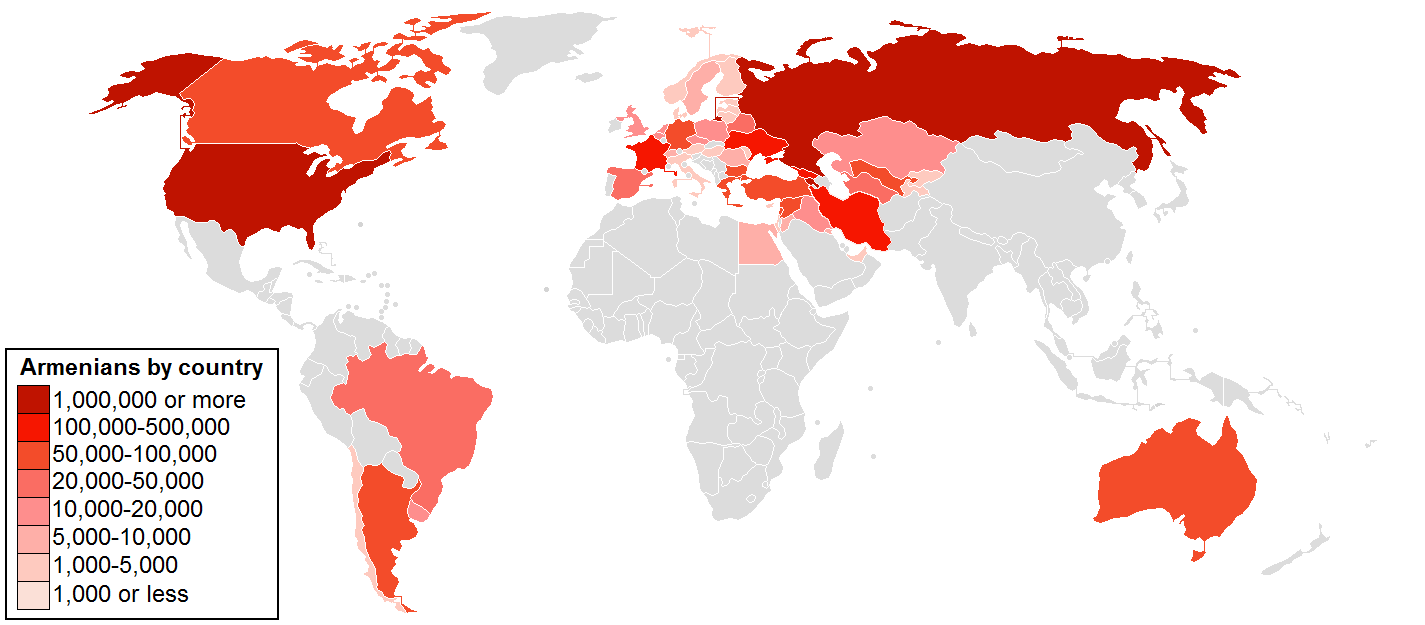
АРФ діє у всіх державах, де є вірменська діаспора

У листопаді 1923 року в Єревані було скликано з'їзд колишніх членів партії, за рішенням якого «Дашнакцутюн» у Вірменії було розпущено. За кордоном АРФ «Дашнакцутюн» продовжувала виступати як основна національна й організаційна сила вірменської діаспори. У самій АРФ «Дашнакцутюн» відбувались суперечки між «лівим» крилом, що відмовлялось визнавати Радянську Вірменію, і «правим», що закликало рахуватись з нею, як з фактом і формою вірменської національної державності. У той самий час АРФ, акумулювавши засоби вірменської діаспори, створила у всьому світі потужну мережу церковних, освітніх, молодіжних, спортивних, скаутських закладів тощо, а також солідне політичне лобі у багатьох країнах. Завдяки зусиллям цього лобі удалось досягти офіційного визнання цілою низкою країн факту геноциду вірменів у Туреччині у 1915 році.
Під час громадянської війни у Лівані ліванська «Дашнакцутюн» організувала самооборону, сформувавши власну міліцію й підтримуючи суворий нейтралітет вірменських кварталів, що перетворились на «державу у державі».

## Сучасність
З 1991 року «Дашнакцутюн» знову легально діяв у Вірменії. У 1994 році указом президента Вірменії, Левона Тер-Петросяна, діяльність партії на території країни була заборонена, низка членів були заарештовані. У 1998 році указ було скасовано новообраним президентом Робертом Кочаряном. Нині партія перебуває у опозиції до чинної Республіканської партії і представлена у парламенті 11 депутатами. У Єревані знаходиться Бюро (керівний орган) партії.
З самого початку війни у Нагірному Карабаху дашнаки відіграли важливу роль в організації оборони області (дехто з героїв Карабаської війни, такі як Татул Крпєян — Національний герой Вірменії (РВ), Ашот Гулян, перший глава НКР Артур Мкртчян, були членами АРФД), однак на останніх виборах (2005) зазнали цілковитої поразки, отримавши 3 місця з 33.
«Дашнакцутюн» також проводить активну діяльність за кордоном. У Лівані, де етнічні вірмени представлені у парламенті шістьома депутатами, дашнаки користуються стабільною підтримкою вірменського населення країни. У США та європейських країнах діють філії комітету «Ай Дата».
Партія є членом Соціалістичного інтернаціоналу.

## Завдання партії на сьогоднішньому етапі

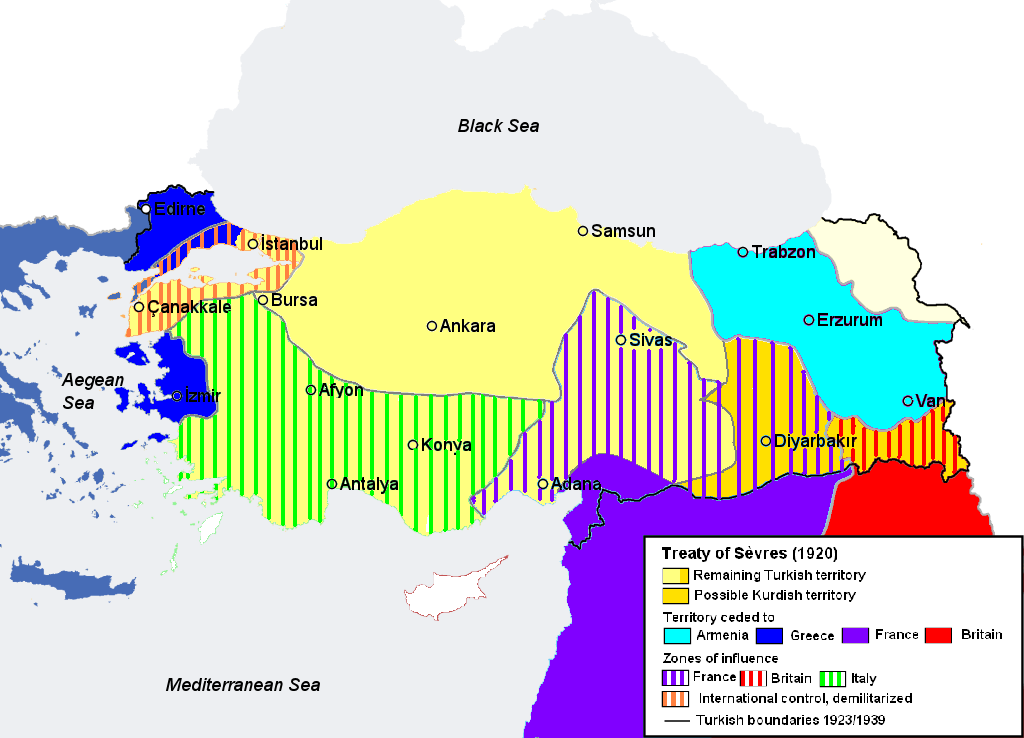
Розділ Туреччини, що пропонувався за Севрською угодою. Блакитним позначено територію, яка мала б відійти до Вірменії (так звана «Вільсонівська Вірменія»). На північ від цієї зони — Карська область, що знаходилась на момент укладення угоди під контролем Вірменії (нині у складі Туреччини).

Головними вимогами партії у дійсний момент залишається створення «єдиної демократичної Вірменії» у межах, встановлених Севрською мирною угодою 1920 року, тобто в частині історичної Великої Вірменії.

## Видатні представники АРФД
- Христофор Мікаелян (1880—1905)
- Драстамат Канаян (1883—1956)
- Овсеп Аргутян (1863—1925)
- Арам Манукян (1879—1919)
- Арутюн Шагрікян (1860—1915)
- Аветіс Агаронян (1866—1948)
- Нікол Думан (1867—1914)
- Гарегін Нжде (1886—1955)
- Армен Гаро (1872—1923)
- Вардан Ханасорі (пом. 1943)
- Мурад Себастаці (1874—1918)
- Мікаел Варандян (1870—1934)

## Представництво у парламенті

### Перше скликання (1991)
- 1. Рубен Торосян
- 2. Георгій Петросян
- 3. Кім Балаян
- 4. Рубен Акопян
- 5. Саркіс Мурадян

### Друге скликання (1999)
- 1. Агван Варданян (Керівник фракції)
- 2. Мартун Матевосян (Секретар фракції)
- 3. Кім Балаян
- 4. Алвард Петросян
- 5. Ваган Ованнісян
- 6. Мушег Мікаелян
- 7. Рубен Овсепян
- 8. Армен Рустамян
- 9. Рубен Акопян (У зв'язку з призначенням на посаду генерального консула Вірменії у Санкт-Петербурзі (1.07.2000) депутатські повноваження припинено)
- 10. Давид Локян (У зв'язку з призначенням на посаду міністра містобудівництва Вірменії (8.01.2001) депутатські повноваження припинено)

### Третє скликання (2003)
- 1. Левон Мкртчян (Керівник фракції)
- 2. Грайр Карапетян (Секретар фракції)
- 3. Араїк Григорян
- 4. Арменуї Ованнісян
- 5. Востанік Марухян
- 6. Алвард Петросян
- 7. Ваган Ованнісян
- 8. Ашот Апоян
- 9. Армен Рустамян
- 10. Мікаел Варданян
- 11. Рубен Овсепян
- 12. Мушег Мікаелян (У зв'язку з призначенням на посаду заступника міністра освіти й науки депутатські повноваження припинено)

### Четверте скликання (2007)
- 1. Грайр Карапетян
- 2. Артюш Шахбазян (секретар)
- 3. Артур Агабекян
- 4. Ашот Апоян
- 5. Ліліт Галустян
- 6. Араїк Григорян
- 7. Арамаїс Григорян (У зв'язку з призначенням на посаду міністра сільського господарства (02.06.2008) депутатські повноваження припинено).
- 8. Ваган Ованнісян (керівник)
- 9. Мікаел Манукян
- 10. Арцвік Мінасян
- 11. Ара Нранян
- 12. Алвард Петросян
- 13. Армен Рустамян
- 14. Спартак Сейранян (У зв'язку з призначенням на посаду міністра освіти й науки (02.06.2008) депутатські повноваження припинено).